# Analisi termomeccanica

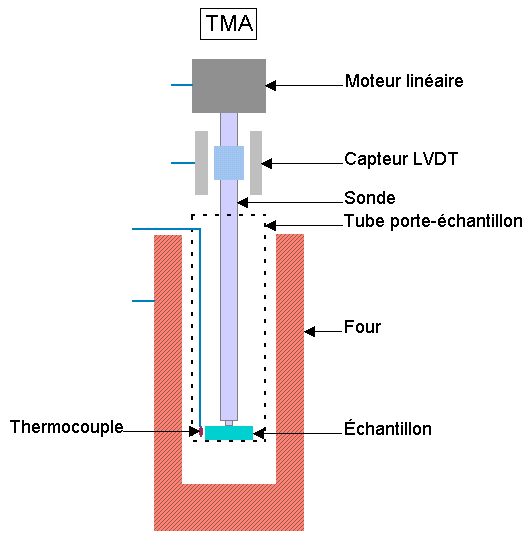
Schema di un apparecchio per l'analisi termomeccanica

L'analisi termomeccanica (TMA, dall'inglese thermomechanical analysis) è un metodo di analisi termica in cui vengono misurati i cambiamenti dimensionali lineari o volumetrici in funzione della temperatura. Viene realizzata sottoponendo a sforzo il materiale oggetto di studio tramite l'applicazione di un carico statico.
Insieme all'analisi meccanica dinamica (MDA), l'analisi termomeccanica rappresenta uno dei principali metodi termomeccanici di analisi. Quando lo sforzo applicato è nullo, la tecnica viene definita termodilatometria.
Le proprietà meccaniche di un materiale variano in funzione del carico applicato, della durata del carico e della temperatura. L'analisi termomeccanica viene sfruttata in scienza dei materiali per studiare il comportamento dei materiali, quali ad esempio i polimeri, sotto condizioni di stress e temperatura variabili.

## Principio
Il campione, posto in una struttura in quarzo o acciaio, viene sottoposto a sforzo tramite una sonda in condizioni di temperatura programmata. In queste condizioni il campione può espandersi, rammollire o contrarsi provocando una variazione della posizione della sonda. Tale variazione di posizione viene misurata da un rivelatore LVTD in grado di generare una Differenza di potenziale elettrico proporzionale allo spostamento subito.
Dalla variazione di dimensioni misurata è possibile ricavare i coefficienti di espansione lineare e volumetrica, la temperatura di transizione vetrosa, oltre ad alcune proprietà meccaniche come quelle legate al "ritiro" dei polimeri.